# Dé à huit faces
Pour les articles homonymes, voir D8 (homonymie).

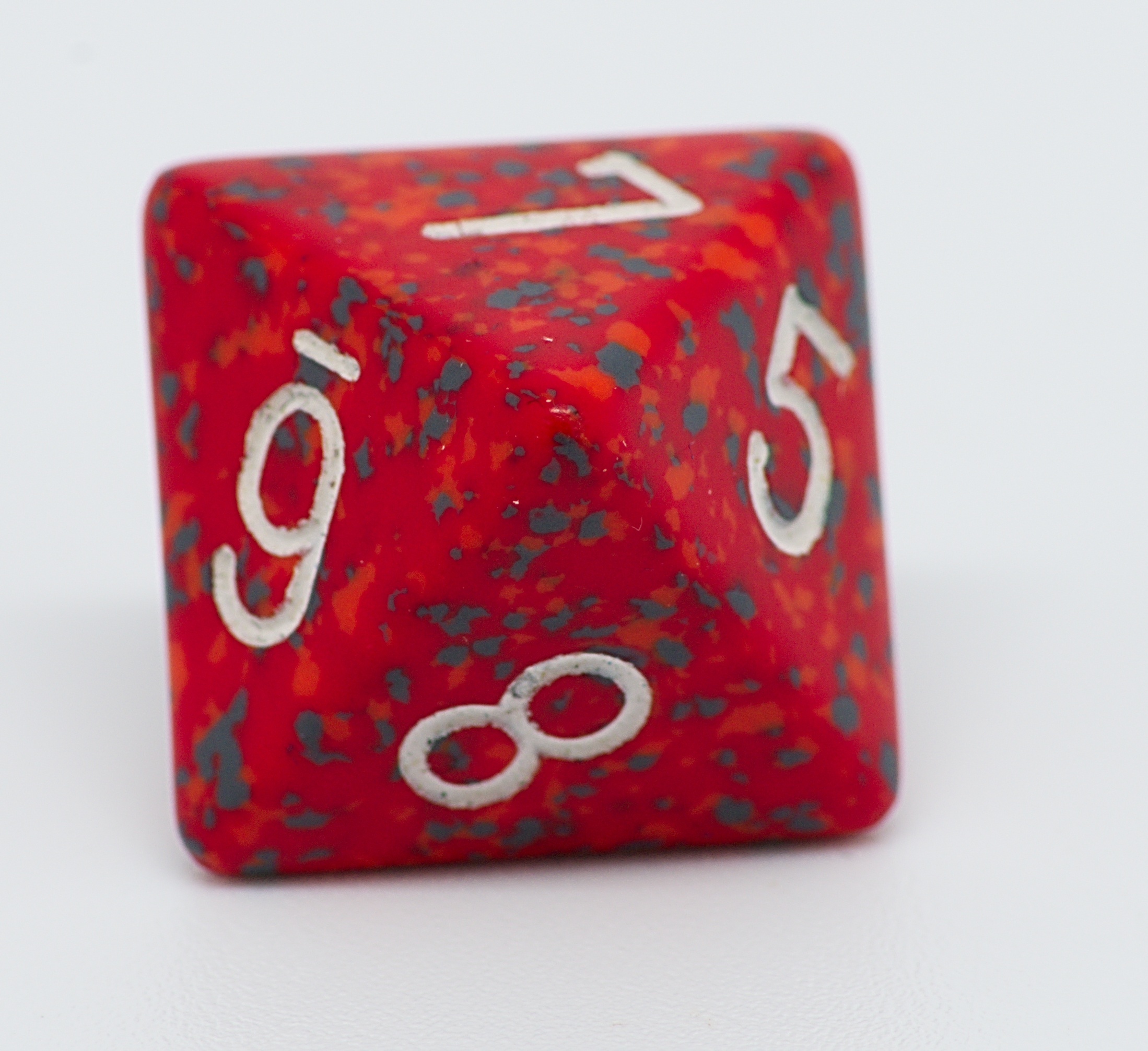
Un dé huit faces.

Un dé à huit faces ou d8 en abrégé est une variante de dé comportant huit faces.
Les dés à huit faces sont principalement utilisés dans les jeux de rôle sur table pour générer des résultats différents de ceux d'un dé à six faces classique. On les connaissait déjà dans le jeu indien Chaturanga, l'ancêtre du jeu d'échecs (bien que les règles de ce jeu restent tout de même obscures).

## Description
Un dé à huit faces a généralement la forme d'un octaèdre régulier, chaque face formant un triangle équilatéral. Elles sont le plus souvent numérotées de 1 à 8 (à l'aide de chiffres et pas de points, comme souvent sur les dés cubiques) et la somme de deux faces opposées y est généralement égale à 9. Les valeurs paires sont généralement réparties sur une moitié du dé, avec le haut des chiffres du côté de leur sommet commun, par ordre croissant dans le sens horaire, et de même pour les valeurs impaires.
Comme pour tous les polyèdres réguliers, les faces d'un octaèdre régulier sont indistinguables : étant données deux faces quelconques A et B, on peut tourner ou retourner l'octaèdre de sorte à effectuer sur les faces une permutation qui échange A et B (entre autres). Un dé octaèdrique idéal sera donc équiprobable : chaque face a la même probabilité de sortir. Cependant, en pratique, seuls les dés à six faces utilisés dans les casinos ont l'obligation légale d'être équiprobables.

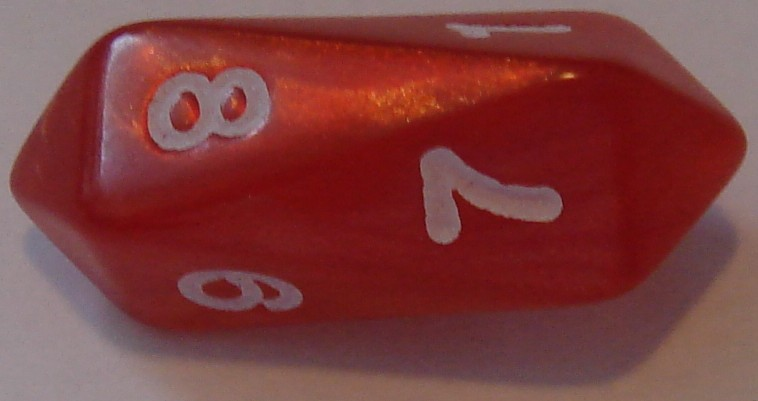
Dé avec huit faces numérotées (seize faces en tout).

On trouve parfois d'autres formes de dés permettant de tirer équiprobablement un nombre entre 1 et 8. Par exemple, un dé à 16 faces avec huit faces numérotés formant un antiprisme et deux pyramides identiques de quatre faces non numérotées, fermant les bases de l'antiprisme. Les symétries garantissent que les huit faces numérotées sont indistinguables, donc équiprobables (dans un dé idéal). Les huit faces non numérotées sont également non distinguables entre elles ; par contre, une face numérotée et une non numérotée sont distinguables (même sans considérer le numéro). Les pyramides sont assez plates, de sorte que le dé ne tombe jamais que sur les faces numérotées.